# Página web estática
Em computação, uma página web estática, as vezes simplesmente chamado de página estática ou página plana, é uma página web que é entregada para um navegador web exatamente como está armazenada, ao contrário de páginas web dinâmicas onde são geradas por uma aplicação web.
Consequentemente, uma página web estática exibe a mesma informação para todos os usuários, de todos os contextos, sujeito às capacidades modernas de um servidor web para negociar o tipo de conteúdo ou linguagem do documento, quando tais versões estiverem disponíveis e o servidor estiver configurado para tal. No entanto, o JavaScript de uma página web pode introduzir funcionalidade dinâmica, o que pode tornar uma página estática dinâmica.

## Visão geral
As páginas web estáticas são geralmente documentos HTML, armazenados como arquivos no sistema de arquivos e disponibilizados pelo servidor web através do HTTP (no entanto, URLs que terminam com ".html" nem sempre são estáticos). No entanto, interpretações mais amplas do termo poderiam incluir páginas da web armazenadas em um banco de dados e até mesmo páginas formatadas usando um template e servidas por meio de um servidor de aplicativos, desde que a página servida seja imutável e apresentada essencialmente como armazenada.
O conteúdo das páginas web estáticas permanece inalterado, independentemente do número de vezes que é visualizado. Tal páginas web são adequadas para conteúdos que raramente precisam ser atualizados, embora os sistemas modernos de modelos web estejam mudando isso. Manter um grande número de páginas estáticas como arquivos pode ser impraticável sem ferramentas automatizadas, como por exemplo geradores de sites estáticos. Qualquer personalização ou interatividade deve ser executada no lado do cliente, o que é restritivo.

### Vantagens
- Fornece maior segurança sobre websites dinâmicos (websites dinâmicos estão em risco de ataques de web shell caso uma vulnerabilidade estiver presente)[6]
- Melhor desempenho para os usuários finais em comparação com sites dinâmicos[7]
- Pouca ou nenhuma dependência em sistemas como bancos de dados ou em outros servidores de aplicação[8]
- Redução de custos com a utilização de armazenamento em nuvem, em oposição a um ambiente hospedado[9]
- As configurações de segurança são fáceis de definir, o que torna o sistema mais seguro.

### Desvantagens
- A funcionalidade dinâmica deve ser executada no lado do cliente[5]

## Geradores de sites estáticos
Geradores de sites estáticos são aplicativos que compilam sites estáticos - normalmente preenchendo templates HTML em uma estrutura de pastas e arquivos predefinida, com conteúdo fornecido em um formato como Markdown ou AsciiDoc.

### Implementações
- Jekyll (alimenta páginas do GitHub)
- Middleman
- Hugo
- Next.js
- Astro.build
- Pelican[10]
- Franklin[11]

## Links externo
- The definitive listing of Static Site Generators, uma lista criada pela comunidade de geradores de sites estáticos.